# Redemptoristenkerk (Roeselare)

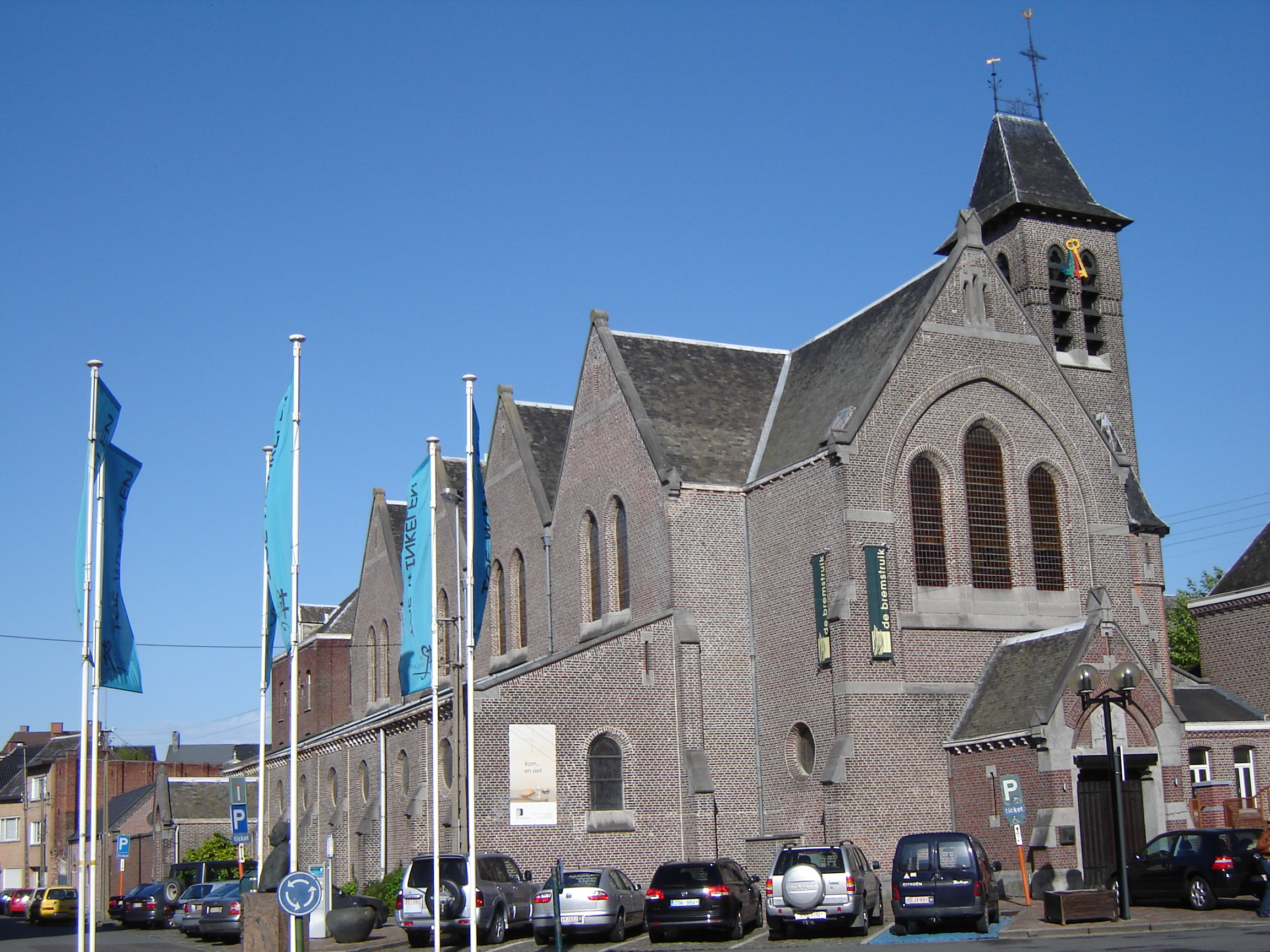
Redemptoristenkerk

De Redemptoristenkerk is een voormalige kloosterkerk in de West-Vlaamse stad Roeselare, gelegen aan de Sint-Alfonsusstraat 42.

## Geschiedenis
Deze kerk werd in 1872-1874 gebouwd naar ontwerp van L. Degeyn als kloosterkerk voor het klooster van de paters Redemptoristen. Het is een georiënteerde bakstenen kerk in sobere neogotische stijl die gewijd is aan Onze-Lieve-Vrouw van Altijddurende Bijstand. Het is een driebeukig basiliecaal kerkgebouw met tegen de zuidwand een half torentje, gedekt door een schilddak met vorstkam en kruis.
De kerk heeft een voorgebouwd portaal. Het orgel is van 1956 en werd gebouwd door de firma Loncke.
Sedert 2001 is in de kerk het leerhuis De Bremstruik gevestigd.